# Velo della Veronica (Correggio)
Il Velo della Veronica (o Testa di Cristo) è un dipinto a olio su tavola (28,58x23 cm) di Correggio, databile al 1521 circa e conservato nel Getty Museum di Los Angeles.

## Storia e descrizione
Si tratta di un piccolo dipinto, nato per la devozione privata, che rappresenta la testa di Cristo coronato di spine, durante la Passione. Il bordo indefinito della veste, che si fonde con lo sfondo bianco, farebbero pensare che si tratti di una rappresentazione del velo della Veronica: durante la salita al calvario, secondo i Vangeli, Cristo inciampò nel portare la croce e fu confortato da santa Veronica che gli asciugò il sudore con un velo su cui rimase impressa l'immagine del Salvatore.
Cristo, di notevole bellezza, dischiude le labbra come per parlare allo spettatore. Attraverso l'uso di una luce forte, le ombre appaiono pronunciate sugli zigomi, evidenziando la linea del naso, la cava del collo e, in generale, il senso del volume. Il tutto è però addolcito dai toni smorzati delle sfumature che, legate alla corposità del colore, ne fanno uno dei tratti più distinguibili dello stile "dolce" dell'artista.
La tavola ha in comune iconografia, formato e tecnica esecutiva con il Volto di Cristo nel Museo civico di Correggio, che si trova però in un peggiore stato conservativo. Lo stile più maturo della prova al Getty sposta in genere la datazione in avanti, alla fase della maturità, a ridosso degli affreschi della Camera di San Paolo.

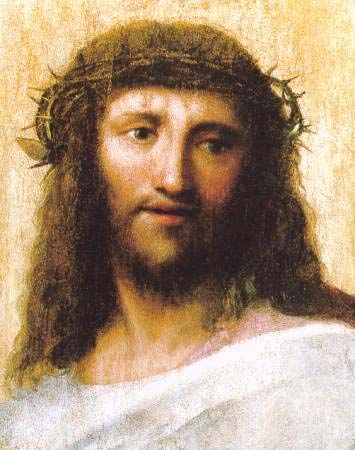
Volto di Cristo, Museo civico